# Юнилевър
„Юнилевър“ (на английски: Unilever) е британска мултинационална компания със седалище в Лондон, Англия.
Оборотът ѝ за 2016 г. възлиза на над 55 млрд. евро. В групата на „Юнилевър“ работят повече от 180 000 души.
Сред по-известните марки на корпорацията в Европа и Северна Америка са: Lipton, Rexona, Dove, Omo, Knorr, Domestos, Cif, Rama, Becel, Flora и ALGIDA.
В България компанията е известна с маргарините „Калиакра“, както и със сладоледите „ALGIDA“ (Алджида).

## История на компанията
Компанията е основана през 1929 година в резултат на обединението на холандския производител на маргарин Margarine Unie и британската компания Lever Brothers, която произвежда козметика. И двете компании използват в производството си една и съща суровина палмово масло, което закупуват от плантациите. С обединението на двете компании разходите за закупуването на тази суровина стават по-ниски.

## Продукти на компанията
Axe, Algida, Becel, Flora, Ben & Jerry's, Bertolli, Blue Band, Rama, Cif, Clear, Closeup, Comfort, Domestos, Dove, Hellmann's, Amora, Knorr, Lifebuoy, Lipton, Lux, Omo, Persil, Pond's, Radox, REGENERATE Enamel Science, Rexona, Signal, Simple, Sunlight, Sunsilk, Surf, Timotei, Toni & Guy hair meet wardrobe, TRESemmé, Unilever Food Solutions, Vaseline, VO5, Wall's 